# Raión de Slavuta
Raión de Slavuta (en ucraniano: Славутський район) es un antiguo raión o distrito de Ucrania en el óblast de Jmelnitski. 
Comprende una superficie de 1162 km².
La capital fue la ciudad de Slavuta.

## Demografía
Según estimación 2010 contaba con una población total de 32194 habitantes.

## Otros datos
El código KOATUU fue 6823900000. El código postal 30014 y el prefijo telefónico +380 3842.